# Lotta & Christer
Lotta & Christer är ett studioalbum av Lotta Engberg & Christer Sjögren, utgivet 2012.

## Låtlista
| Nr  | Titel                                          | Låtskrivare                       | Längd |
| --- | ---------------------------------------------- | --------------------------------- | ----- |
| 1.  | "Don't Let Me Down" (duett)                    | Lars Diedricson, Lasse Holm       | 2:55  |
| 2.  | "Utekväll" (Lotta)                             | Henrik Sethson, Stefan Brunzell   | 2:57  |
| 3.  | "Ett strävsamt gammalt par" (Christer Sjögren) | Sonja Aldén                       | 3:36  |
| 4.  | "They Can't Take That Away from Me" (duett)    | George Gershwin, Ira Gershwin     | 3:22  |
| 5.  | "Tro på mig" (Christer)                        | Torgny Söderberg, Monica Forsberg | 3:17  |
| 6.  | "You're My World" (Lotta)                      | Umberto Bindi, Gino Paoli         | 2:43  |
| 7.  | "In Dreams" (Christer)                         | Roy Orbison                       | 3:24  |
| 8.  | "Nånting fånigt" ("Somethin' Stupid")          | C. Carson Parks, Bo-Göran Edling  | 2:36  |
| 9.  | "Världens lyckligaste tjej" (Lotta)            | Peter Grundström                  | 3:23  |
| 10. | "It's Only Make Believe" (Christer)            | Conway Twitty, Jack Nance         | 2:26  |
| 11. | "Beautiful Day" (Lotta)                        | J. Hansen, L.E. Carlsson          | 3:03  |
| 12. | "When I Fall in Love" (duett)                  | Edward Heyman, Victor Young       | 4:06  |

## Medverkande
- Leif Ottebrand, Patrik Ehlersson – arrangemang, produktion (spår 2, 4, 6, 8, 9, 11)
- Lennart Sjöholm (spår 3, 5, 7, 10, 12), Lars Diedricson (1) – arrangemang, produktion
- Torgny Söderberg – medarrangemang ("Tro på mig")
- Anders Engberg – blåsarrangemang ("Utekväll")
- Martin Lindqvist – saxofonarrangemang ("Världens lyckligaste tjej")
- Johan Franzon, Mårgan Höglund, Bengan Andersson – trummor
- Michael Engström, Tobias Gabrielsson, Thomas Lindberg – bas
- Leif Ottebrand, Peter Ljung, Lennart Sjöholm, Curt-Eric Holmquist, Anders Lundquist, Lars Diedricson – klaviatur
- Mats Johansson, Lasse Wellander, Mats Jenséus, Patrik Ehlersson, Per Strandberg, Johan Randén – gitarr
- Magnus Johansson – trumpet
- Peter Johansson – trombon
- Tomas Jansson, Wojtek Goral, Martin Lindqvist – träblås
- Pierre Eriksson – dragspel
- Dieter Schöning, Viveca Rydén Mårtensson, Mats Wulfson – stråkar
- Lotta Engberg, Anneli Axelsson, Erik Mjönes , Per Strandberg, Malin Engberg, Lennart Sjöholm , Carl Utbult, Jaana Vähämäki , Peter Larsson – kör

- Insepald – Studio Gallskrik, Bohus Sound Studios, Park Studio
- Patrik Ehlersson, Leif Ottebrand – tekniker
- Tobias Lindell, Bohus Stound Studio – mixning
- Bernard Löhr, Mono Music Studio – mixning ("Don't Let Me Down")
- Dragan Tanasković, Bohus Stound Studio – mixning
- Peter Knutsson – Foto
- Helene Norberg – Hår och makeup
- Anders Bühlund, Forma –Design

## Listplaceringar
| Lista (2012) | Topplacering |
| ------------ | ------------ |
| Norge        | 35           |
| Sverige      | 2            |

### Fotnoter
1. ↑  ”Aktuellt”. Lotta Engberg. 26 februari 2012. Arkiverad från originalet den 21 april 2012. https://web.archive.org/web/20120421131146/http://www.lottaengberg.se/aktuellt.htm. Läst 26 maj 2012.
2. ↑  ”Lotta Engberg & Christer Sjögren”. Svensk mediedatabas. 26 februari 2012. http://smdb.kb.se/catalog/id/002808564. Läst 26 maj 2012.
3. ↑  ”Lotta & Christer”. Norwegiancharts. http://norwegiancharts.com/showitem.asp?interpret=Lotta+Engberg+%26+Christer+Sj%F6gren&titel=Lotta+%26+Christer&cat=a. Läst 26 maj 2012.
4. ↑  ”Lotta & Christer”. Hitparad. http://hitparad.se/showitem.asp?interpret=Lotta+Engberg+%26+Christer+Sj%F6gren&titel=Lotta+%26+Christer&cat=a. Läst 26 maj 2012.